# Sieben Leben für dich
Sieben Leben für dich ist das dritte Studioalbum der US-amerikanischen Schlagersängerin Maite Kelly. Es erschien am 14. Oktober 2016 beim Plattenlabel Electrola.

## Titelliste
| Nr. | Titel                                                 | Autor(en)                                               | Produzent(en)               | Länge |
| --- | ----------------------------------------------------- | ------------------------------------------------------- | --------------------------- | ----- |
| 1.  | Sieben Leben für dich                                 | Olaf Roberto Bossi, Maite Kelly, Felix Gauder, Oli Nova | Felix Gauder                | 3:39  |
| 2.  | Es war noch nie so schön                              | Olaf Roberto Bossi, Maite Kelly, Felix Gauder, Oli Nova | Felix Gauder                | 3:40  |
| 3.  | Wenn du Liebe suchst                                  | Maite Kelly, Johannes Stankowski                        | Felix Gauder                | 3:33  |
| 4.  | Die Liebe ist größer als das Leben                    | Claudio Pagonis, Maite Kelly                            | Claudio Pagonis             | 3:31  |
| 5.  | Herzbeat                                              | Johan Daansen, Maite Kelly                              | Peter Wagner                | 4:23  |
| 6.  | Jetzt oder nie                                        | Olaf Roberto Bossi, Maite Kelly, Felix Gauder, Oli Nova | Felix Gauder                | 3:26  |
| 7.  | Touche-moi (Berühre mich)                             | Johan Daansen, Maite Kelly                              | Felix Gauder                | 3:38  |
| 8.  | Isla d'amor                                           | Olaf Roberto Bossi, Maite Kelly, Felix Gauder, Oli Nova | Felix Gauder                | 3:44  |
| 9.  | So klingt Liebe                                       | Peter Wagner, Wolfgang Hofer, Alex Wende, Maite Kelly   | Peter Wagner                | 3:56  |
| 10. | Lieben oder nichts                                    | Maite Kelly, Britta Sabbag                              | Peter Wagner                | 3:25  |
| 11. | Alles ist neu – alles ist anders                      | Olaf Roberto Bossi, Maite Kelly, Felix Gauder, Oli Nova | Felix Gauder                | 3:31  |
| 12. | Eins zu eins                                          | Maite Kelly, Christian Bömkes, Johannes Sumpich         | Alex Wende                  | 4:18  |
| 13. | Wir haben uns                                         | Wolfgang Hofer, Johan Daansen, Maite Kelly              | Johan Daansen               | 3:16  |
| 14. | Warum hast du nicht nein gesagt (feat. Roland Kaiser) | Götz von Sydow, Maite Kelly                             | Peter Wagner, Roland Kaiser | 3:51  |

## Rezeption

### Charts und Chartplatzierungen
| ChartsChartplatzierungen | Höchstplatzierung | Wochen |
| ------------------------ | ----------------- | ------ |
| Deutschland (GfK)        | 8 (76 Wo.)        | 76     |
| Österreich (Ö3)          | 8 (77 Wo.)        | 77     |
| Schweiz (IFPI)           | 23 (22 Wo.)       | 22     |

| ChartsJahrescharts (2016) | Platzierung |
| ------------------------- | ----------- |
| Deutschland (GfK)         | 62          |

| ChartsJahrescharts (2017) | Platzierung |
| ------------------------- | ----------- |
| Deutschland (GfK)         | 32          |
| Österreich (Ö3)           | 44          |

### Auszeichnungen für Musikverkäufe
| Land/Region        | Auszeichnungen für Musikverkäufe (Land/Region, Auszeichnung, Verkäufe) | Verkäufe |
| ------------------ | ---------------------------------------------------------------------- | -------- |
| Deutschland (BVMI) | 3× Gold                                                                | 300.000  |
| Insgesamt          | 1× Gold · 1× Platin ·                                                  | 300.000  |